# Гърти Кори
 Гърти Тереза Кори (на английски: Gerty Theresa Cori), по баща Радниц (Radnitz), е американска биохимичка, която през 1947 г. става първата американка – носителка на Нобелова награда в областта на науката и първата жена, получила Нобелова награда за физиология или медицина.

## Биография
Кори е родена на 15 август 1896 г. в Прага (тогава в рамките на Австро-Унгарската империя). Родена и израснала в среда, предлагаща на жените много малко възможности за образование и реализация в науката, Кори успява да си спечели място в медицинско училище, където по време на следването си среща бъдещия си съпруг Карл Фердинанд Кори. След дипломирането си, през 1920 г., двамата се женят. Заради лошите условия за живот в Европа след Първата световна война, през 1922 г. двойката емигрира в САЩ. Гърти Кори се отдава на началните си интереси в областта на медицинските изследвания, помагайки на съпруга си в лабораторията. Публикува научните си открития както в съавторство с него, така и самостоятелно. За разлика от съпруга си, тя среща трудности в назначаването на постоянно място като изследовател, а позициите, които получава, ѝ носят само оскъдно заплащане. Карл Кори обаче настоява съвместната им работа да продължава, въпреки че институциите, където той работи, не насърчават това.
През 1947 г., Гърти Кори получава заедно със съпруга си Карл и аржентинския физиолог Бернардо Усай, Нобелова награда за откриването на механизма, по който гликогенът (производно на глюкозата химическо вещество) се разгражда в мускулните тъкани на млечна киселина и после обратно се ресинтезира в организма и съхранява като източник на енергия – процес, известен като „Цикъл на Кори“, открит от тях през 1929 г. Те също така идентифицират и важно катализиращо процеса вещество – глюкозо-1-фосфат, наричан и „Естер на Кори“.
През 1957 г. Гърти Кори почива в Глендейл, щата Мисури след десетгодишна борба с болестта миелофиброза. До последно тя остава активна в лабораторните си изследвания. Получава множество признания за постиженията си под формата на награди и отличия. На нейно име са кръстени кратерът „Кори“ на Луната и кратерът „Кори“ на Венера.
За изясняването на процесите при въглехидратния метаболизъм, през 2004 г., Гърти Кори и Карл Кори получават признание от Американското химическо общество с поставяне на паметна плоча на стената на Медицинското училище при Вашингтонския университет, където двамата са работили.
- Родният дом на Гърти Кори в Прага
- Гърти и Карл Кори, 1947 година
- Структурна формула на естера на Кори